# Bisphenol G
Bisphenol G kurz (BPG) ist eine chemische Verbindung aus der Gruppe der Bisphenole und ein Diphenylmethan-Derivat. BPG ist eine mit Bisphenol A (BPA) verwandte Verbindung und unterscheidet sich von Bisphenol A durch je einen Isopropyl-Substituenten an den Phenylgruppen. Wie auch andere Bisphenol-A-Analoge mit höherem Molekulargewicht zeigt BPG eine geringere Wasserlöslichkeit als BPA.

## Verwendung
Wie andere Bisphenole wird Bisphenol G für die Herstellung von Polycarbonaten und Epoxidharzen eingesetzt. Die Produkte werden unter anderem in Werkstoffen der Zahnmedizin verwendet.